# 林牧茵
林牧茵（1975年4月14日—），出生于辽宁大连，1998年5月入党。女主播。北京广播学院播音与主持艺术专业本科，上海复旦大学国际关系硕士、国际关系博士毕业，华东师范大学哲学博士后。现在上海发展，供职于SMG融媒体中心，主持《新闻夜线》，偶尔代班《新闻报道》。播音指导。

## 简介
1994年从大连二十四中毕业后，就读于北京广播学院播音系本科。
1998年本科毕业后赴上海发展，初期主要主持《上海早晨》，后固定主持《新闻夜线》，偶尔代班《新闻报道》。
2007年曾一度成为《新闻夜线》重新整合后的第一代主持人之一，同时继续主持《新闻报道》。
2008年1月，因卜凡转投上视新闻综合频道影响，暂时离开《新闻报道》，主持《新闻夜线》。
2009年下半年，因卜凡转投《新闻报道》，林牧茵重返《新闻报道》，暂时离开《新闻夜线》。
2011年9月再次重返《新闻夜线》至今，是《新闻夜线》公认的“一姐”。
2014年开始接替何婕主持理论节目《道理》，2018年11月正式停播。

## 主要获奖与提名
林牧茵在专业领域获奖四十余项，包括：
- 中国播音主持金话筒奖电视播音作品提名《新闻夜线》（2012年）[2]
- 中国电视艺术家协会主持人专业委员会“主持人优秀论文评选”“金笔奖”（2012年、2013年）[3]
- 第23届中国新闻奖新闻论文三等奖（2013年）[4]
- 第五届全国广播电视百优理论人才（2013年）
- 上海广播电视台名播音员主持人（2014年）[5]
- 上海广播电视台优秀播音员主持人（2017年）[6]

等等。
另有众多新闻作品和新闻论文多次获得上海新闻奖、上海广播电视奖、集团总裁奖、集团传媒人奖等奖项。
入选中宣部、教育部联合开展的高等院校与新闻单位从业人员互聘“千人计划”。

## 著作
- 《移植与流变》，复旦大学出版社，2013年6月。[8]
- 《幻影公众》（译著），复旦大学出版社，2013年1月。[9]
- 《圣经造就美国》（译著），复旦大学出版社，2017年8月。[7]